# Bioalletrin
A bioalletrin kártékony házi rovarok (szúnyog, házilégy és csótány) elleni szer. Egyike az Egészségügyi Világszervezet által fejtetűirtásra ajánlott szereknek. Rendszerint a hatását erősítő piperonil-butoxiddal együtt alkalmazzák.
A mezőgazdaságban rovartiró (pl. szúnyogirtó) szerek hatóanyagaként is forgalomban volt. 2008. augusztus 22-étől az EU-ban kivonták a forgalomból (lásd alább).
Halakra és méhekre nagyon veszélyes, de vízben UV-fény hatására fotolízis(en) útján gyorsan lebomlik.

## Hatásmód
Az élősködők idegrendszerében a feszültségfüggő nátriumcsatornák(en) működését módosítja. Először izgalmi állapotot, majd bénulást okoz.
Melegvérűekre jóval kisebb mértékben hat. Emlősökre gyakorolt toxicitása csekély, nagy mennyiségben belélegezve, lenyelve vagy bőrön át különböző idegrendszeri tüneteket okoz.
Az emberi szervezetben sokféle hidrolitikus és oxidatív folyamat útján bomlik le, végül a vizelettel ürül.

## Fizikai/kémiai tulajdonságok
Narancssárga színű, gyakorlatilag szagtalan olaj. Az alletrin 8 lehetséges sztereoizomerjéből kettőnek – az [1R,transz;1R]-nek és az [1R,transz;1S]-nek – 1:1 arányú keveréke. Vízben 4,6 ± 0,3 mg/l mennyiségben, forró vízben, savas és lúgos oldatokban jól oldódik, acetonnal, etanollal, toluollal, hexánnal elegyedik.
Szintetikusan állítják elő.

## Viták a bioalletrin rákkeltő hatásáról
A Levegő Munkacsoport a 2009-es szúnyogirtással kapcsolatban azt állította, hogy „Az S-bioalletrin pedig emberen lehetséges
rákkeltő hatású anyag.”, és forrásként a PAN adatbázisra hivatkozott. A lapon az S-bioalletrin az „U.S. EPA Carcinogens” sorban „Suggestive” megjelöléssel, azaz D-kategóriájú szerként szerepel. Ez azt jelenti, hogy nem tekinthető az ember számára rákkeltőnek, bár a rákkeltő hatást kizárni sem lehet.

A Munkacsoport másik állítása szerint az Európai Bizottság 2007/565/EK határozata szerint „2008. augusztus 22-től az EU területén ezek a szerek nem forgalmazhatóak”. Ez a határozat nincs összefüggésben a rákkeltő hatással. A biocid termékeket bizonyos időközönként felülvizsgálját. A vizsgálatot a gyártónak kell kérnie, ami ez esetben nem történt meg – feltehetően azért, mert a szer gyártása már nem gazdaságos. Ilyen esetben a szer forgalmazási engedélyének lejárta előtt kiskereskedelmi forgalomba került termékek árusíthatók és felhasználhatók (a szavatossági időn belül).

## Készítmények
A nemzetközi gyógyszerkereskedelemben:
- önállóan: Zanzevia Spiral
- piperonil-butoxiddal kombinációban:
  - Cruzzy
  - Jacutin N
  - Limpacid
  - Para
  - Para Piojicida
  - Para Special Shampoo for Lice and Nits
  - Para Special Spray for Lice and Nits
  - Paralice
  - Parasidose Lotion
  - Para-Speciaal
  - Sarnapen
  - Scabene
  - Scabene Aerosol
  - Zanzevia Plate

Magyarországon nincs forgalomban.